# Kwale (Insel)
Kwale ist eine Insel in Tansania, gelegen vier Kilometer vor dem Festland. Die Insel ist etwa vier Quadratkilometer groß und vollständig mit Korallensteinen bedeckt, sie hat etwa 2.000 Einwohner (Stand: 1995).
Siedlungsreste auf der Insel zeigen, dass sie im 19. Jahrhundert besonders dicht besiedelt war. Auf dieser Insel wurden auch Reste einer eisenzeitlichen Siedlung gefunden. Die Siedlung datiert vom dritten bis ins 15. Jahrhundert. Es handelt sich um einen der wenigen Fundplätze an der Ostküste Afrikas, der so früh datiert werden kann und an dem sich Keramik und Belege von Eisenverarbeitung fanden.